# Мастодонзавры
Мастодонзавры (лат. Mastodonsaurus) — род гигантских темноспондильных амфибий триасового периода.

## Классификация
Относились к инфраотряду капитозавров отряда темноспондилов. Включает три вида:
- Mastodonsaurus jaegeritypus
- Mastodonsaurus giganteus
- Mastodonsaurus torvus — Мастодонзавр мощный[3]

## Описание

Сравнительный размер

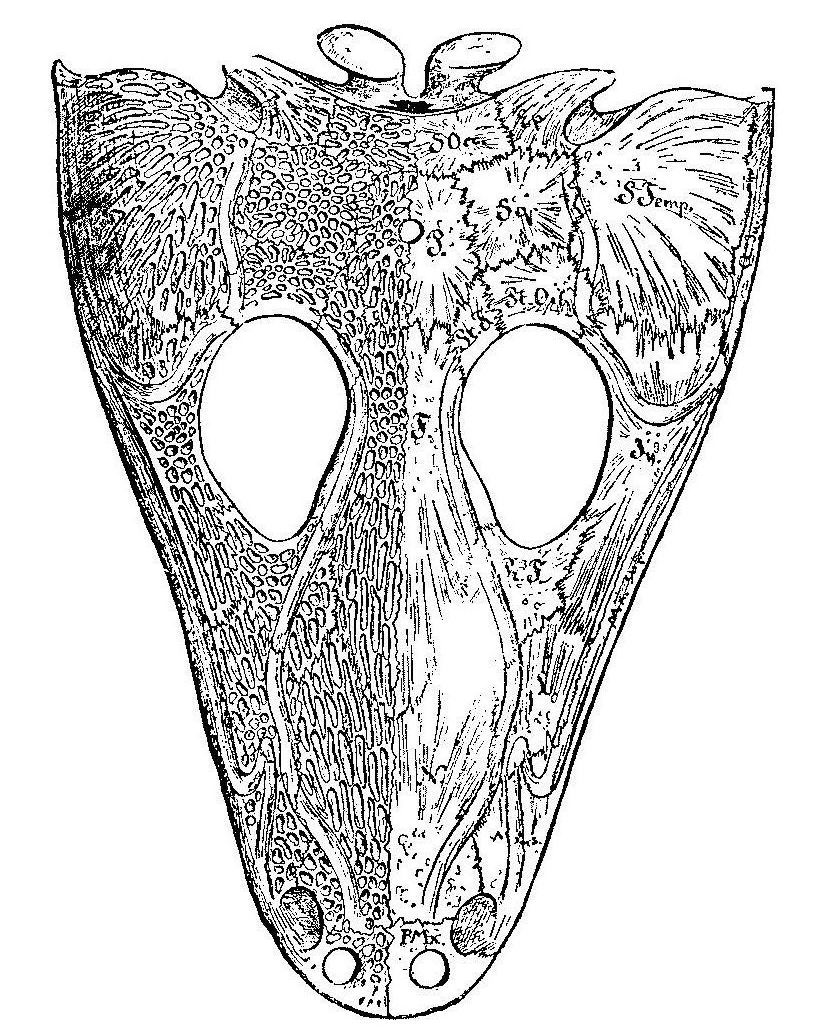
Череп мастодонзавра

Придонные малоподвижные рыбоядные хищники, вероятно, практически не покидавшие воду.
Череп мастодонозавров треугольной формы, плоский, но с высоким затылком, длина черепа достигала 1,75–2 м. Глазницы сближены, расположены примерно посередине черепа, направлены вверх. Лобная кость образует внутренний край глазницы, заглазничная — без бокового выступа. Кости черепа очень толстые. Задние выросты таблитчатых костей направлены латерально. Ушные вырезки маленькие, незамкнутые. Хорошо развиты широкие борозды органов боковой линии на черепе, череп покрыт крупноячеистой скульптурой (диагностический признак рода).
Впереди ноздрей — два отверстия, сквозь которые при закрытой пасти проходили вершины «клыков» нижней челюсти. Нижняя челюсть с большим засочленовым отростком. Зубы очень многочисленные, мелкие, на максилле расположены в 2 ряда. Крупные «клыки» есть и на нёбе.
Первоначально считалось, что длина черепа составляла около трети общей длины, но изучение полных скелетов из Купферцелля показало, что это не так. В действительности череп составлял около четверти общей длины, а то и меньше.
Конечности слабые. Тело напоминало тело крокодила, но более плоское и массивное. Позвонки стереоспондильные. Общая длина могла доходить до 6 м, а масса — до 2 т.

## История открытия
Типовой вид — Mastodonsaurus jaegeri, а также Mastodonsaurus giganteus, описаны Г. Йегером в 1828 году на основании остатков из среднего триаса Германии. Они были обнаружены в Гайлдорфе и представляли собой зуб и часть затылочной кости, лежавшие рядом, но доставленные в лабораторию разными сборщиками. Тем не менее, Йегер отнес зуб к рептилии (собственно Mastodonsaurus), а затылок, на основании наличия двух мыщелков, отнёс к земноводным (род Salamandroides). Синонимы типового вида — Mastodonsaurus salamandroides и Labyrinthodon jaegeri; Mastodonsaurus acuminatus синонимичен Mastodonsaurus giganteus.
Название рода связано, вероятно, с сосцевидной формой зубов, а не с их гигантским размером (первые найденные зубы были, по-видимому, «клыками» нижней челюсти). 
Интересно, что посткраниальные остатки были известны уже в XIX веке, но их не описали адекватно. Именно отсюда происходит бытовавшее в течение более 100 лет представление о мастодонзаврах как о гигантских лягушках, начало которому положил Р. Оуэн. В то же время, Р. Доусон, уже в конце позапрошлого века, писал, что триасовые лабиринтодонты больше напоминали тритонов или крокодилов. Происходит из ладиния Германии (Баден-Вюртемберг, Бавария, Тюрингия).
M. torvus — третий вид, происходящий из триаса Приуралья (Оренбургская область и Башкирия). Описан Е. Д. Конжуковой в 1955 году. Известен по фрагментарным остаткам (череп в музее ПИН — реконструкция). По размерам не уступал германскому виду.

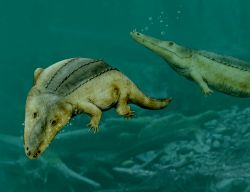
Мастодонзавры